# Ludwig von Schönburg
Gottlob Carl Ludwig Christian Ernst Graf von Schönburg (* 27. August 1762 in Glauchau; † 1. Mai 1842 ebenda) war ein bayerischer Generalmajor und Besitzer der Herrschaft Hinterglauchau im Königreich Sachsen.

## Biografie
Der Sohn von Graf Albert Christian Ernst von Schönburg (1720–1799) und Magdalena Franziska Elisabeth von Schönburg-Wechselburg (1727–1772) diente zunächst ab 1780 in der kursächsischen Armee, bevor er zur bayerischen Armee wechselte, wo er den Dienstgrad des Generalmajors erreichte. 1797 erwarb Ludwig von seinem Bruder Franz Gottlob Albert von Schönburg (1761–1841) die verschuldete Herrschaft Hinterglauchau. Mit der Mitgift seiner Frau Ferdinande Henriette (geb. Gräfin zu Hochberg-Rohnstock) (1767–1836) konnte er die Schulden abtragen und die Zwangsverwaltung der Herrschaft beenden. Mit dem Aussterben der Linie Schönburg-Rochsburg 1825 erbte Graf Ludwig von Schönburg auch noch die Herrschaft Rochsburg. Am 9. Oktober 1835 musste der zutiefst religiöse Ludwig mit dem Erläuterungsrezess zahlreiche Rechte des Hauses Schönburg an das Königreich Sachsen abtreten. Mit 75 Jahren verkaufte Ludwig teilweise seine Besitzungen an seinen Sohn Heinrich Gottlob Otto Ernst von Schönburg (1794–1881).

## Werke
- Eines jungen Herrn vom Stande wöchentliche Unterhaltungen mit Gott in den Morgen- und Abendstunden, 1780
- Beiträge zur Erweckung und Aufmunterung zum christlichen Glauben und Heiligung, 1802.